# Bosc de Can Castanyer
El Bosc de Can Castanyer és un bosc del poble de Riells del Fai, en el terme municipal de Bigues i Riells, al Vallès Oriental.
Està situat al sud de la urbanització de Can Castanyer i del poble de Riells del Fai i a l'oest de la pedrera del Margarit. És al sud-oest del Bosc Gran.

## Etimologia
Es tracta d'un topònim romànic modern, derivat de la pertinença d'aquest bosc a la propera masia de Can Castanyer.